# Китайский молодёжный университет политических наук

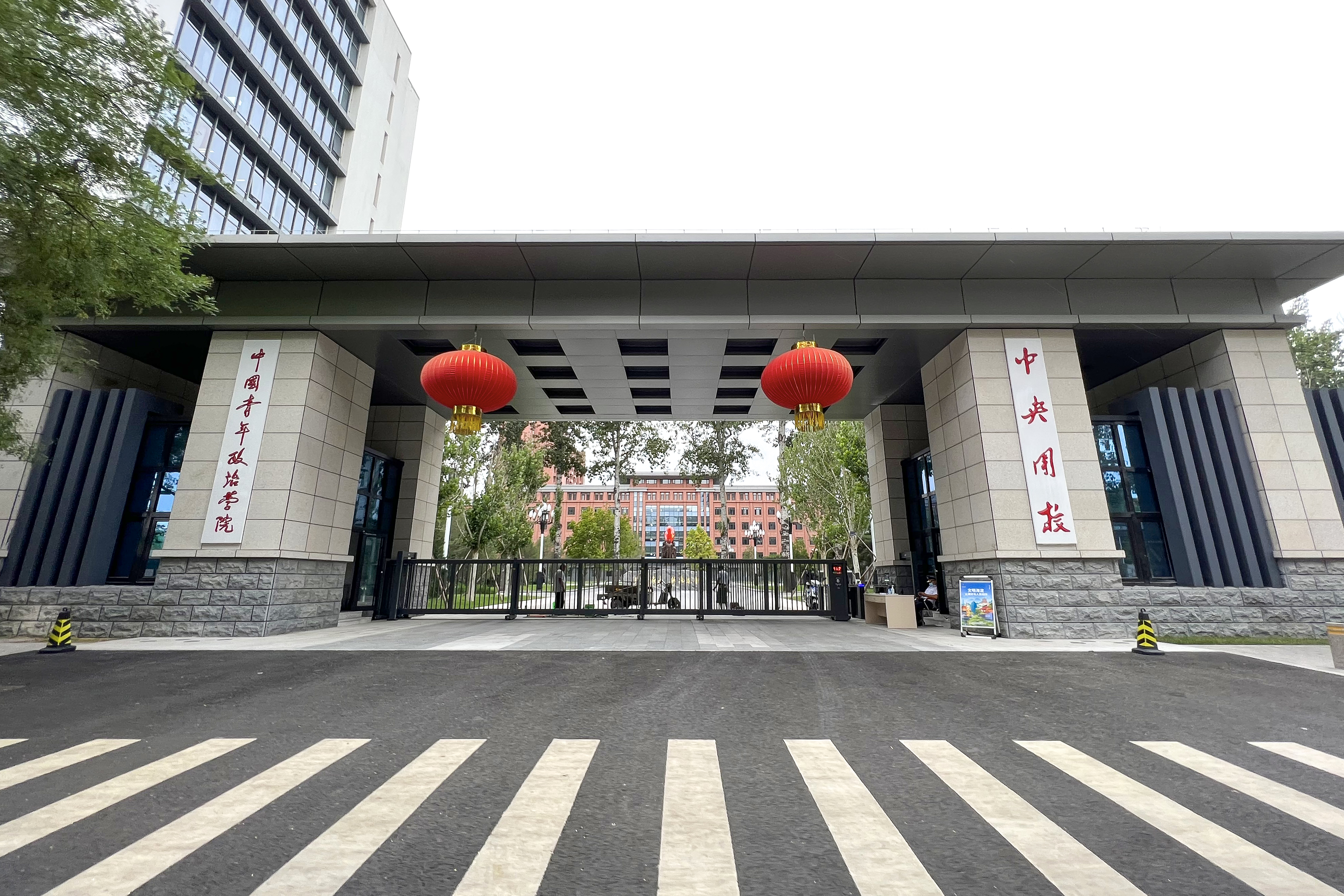
Китайский молодёжный университет политических наук

Китайский молодёжный университет политических наук (кит. трад. 中国青年政治学院, пиньинь: Zhōngguó Qīngnián Zhèngzhì Xuéyuàn) — университет в Пекине. Основан в 1985 году Коммунистическим союзом молодёжи Китая. Первый глава университета — Генеральный секретарь ЦК КПК Ху Цзиньтао.
Это лучший университет Китая по изучению права и политики. Университет проводит исследования и публикует научные работы на тему государственного управления, марксизма, развития молодёжной культуры, социальной работы, криминального права и журнализма.

## Основные сведения
Для языковых иностранных студентов Китайский Молодёжный Университет Политических наук предлагает очень продуманную и эффективную интенсивную программу изучения китайского языка. За один год новичкам гарантировано достижение уровня нового HSK-4!

## Список специальностей бакалавриата на китайском языке
1. Международная экономика и торговля
2. Экономика
3. Управление финансами
4. Международная журналистика
5. Журналистика
6. Радиовещание и телевидение
7. Юриспруденция